# Сейдж, Хелстон
Хе́лстон Джин Сейдж (англ. Halston Jean Sage; род. 10 мая 1993, Лос-Анджелес, Калифорния, США) — американская актриса кино, телевидения и модель.

## Биография
Родилась 10 мая 1993 года в Лос-Анджелесе в семье Темы и Ленни Шрейджей. У Хелстон есть младшие брат Макс и сестра Кейт (родились соответственно в 1995 и 1999 году). Для съёмок в кино актриса взяла псевдоним Хелстон Сейдж.
Её дебютом на телевидении стал сериал «Виктория-победительница», после чего она появилась в фильме «В первый раз». В 2012 году она получила главную роль в шоу «Как зажигать» канала Nickelodeon. Позже стала известна благодаря ролям в фильмах «Соседи. На тропе войны», «Бумажные города», а также в сериалах «Кризис» и «Орвилл».
С апреля 2010 по апрель 2013 года Сейдж встречалась с американским актёром и певцом Джеймсом Маслоу. В апреле 2014 года встречалась с Заком Эфроном, позже встречалась с актером Кордом Оверстритом . В 2017 году встречалась с продюсером Сет МакФарлейном  . В 2018 встречалась с певцом Чарли Путом . 

## Фильмография
| Год       |   | Русское название                       | Оригинальное название                 | Роль            |
| --------- | - | -------------------------------------- | ------------------------------------- | --------------- |
| 2011      | с | Виктория-победительница                | Victorious                            | Сэди            |
| 2012      | с | Как зажигать                           | How to Rock                           | Грейс Кинг      |
| 2012      | с | Эпические приключения Бакета и Скинера | Bucket & Skinner's Epic Adventures    | Кэтрин Томс     |
| 2012      | ф | В первый раз                           | The First Time                        | Брианна         |
| 2012      | ф | Выходной день Джоан                    | Joan`s Day Out                        | Дженна          |
| 2013      | ф | Элитное общество                       | The Bling Ring                        | школьница       |
| 2013      | ф | Одноклассники 2                        | Grown Ups 2                           | Нэнси Арбакл    |
| 2014      | ф | Соседи. На тропе войны                 | Neighbors                             | Брук            |
| 2014      | с | Кризис                                 | Crisis                                | Эмбер Фитч      |
| 2014      | ф | Ночь покера                            | Poker Night                           | Эми             |
| 2015      | ф | Бумажные города                        | Paper Towns                           | Лейси Пембертон |
| 2015      | ф | Ужастики                               | Goosebumps                            | Тейлор          |
| 2015      | ф | Скауты против зомби                    | Scouts Guide to the Zombie Apocalypse | Кендалл Грант   |
| 2017      | ф | Матрица времени                        | Before I Fall                         | Линдсей Эджкомб |
| 2017—2019 | с | Орвилл                                 | Orville                               | Алара Китан     |
| 2017      | ф | На одной волне                         | You Get Me                            | Элли Хевитт     |
| 2017      | ф | Возможные друзья                       | People You May Know                   | Таша            |
| 2019      | с | Частный детектив Магнум                | Magnum P.I.                           | Уилла Стоун     |
| 2019      | ф | В прямом эфире                         | Late Night                            | Зои Мартин      |
| 2019      | ф | Наше последнее лето                    | The Last Summer                       | Эрин            |
| 2019      | ф | Люди Икс: Тёмный Феникс                | Dark Phoenix                          | Ослепительная   |
| 2019—2020 | с | Блудный сын                            | Prodigal Son                          | Эйнсли Уитли    |

Компьютерные игры
- 2022 — The Quarry — Эмма Маунтибэнк

## Награды и номинации
| Год  | Награда          | Категория      | Работа                 | Результат |
| ---- | ---------------- | -------------- | ---------------------- | --------- |
| 2015 | MTV Movie Awards | Лучший поцелуй | Соседи. На тропе войны | Номинация |